# Dos corbs negres amb gap alcista
Dos corbs negres amb gap alcista (en anglès: Bearish Upside Gap Two Crows) és un patró d'espelmes japoneses format per tres espelmes que indica un possible canvi de tendència alcista; rep aquesta denominació perquè el formen dues espelmes negres successives que serien els corbs al capdamunt d'un arbre, però hi ha un gap alcista previ. És un fort senyal de canvi de tendència alcista que es forma al capdamunt de la tendència.

## Criteri de reconeixement
1. La tendència prèvia és alcista.
2. Es forma una primera espelma blanca
3. S'obre amb un fort gap a l'alça (per damunt de l'ombra superior de l'espelma blanca)
4. Es forma un espelma negra que tot i així no omple el fot gap alcista, i té un cos petit
5. S'obre novament a l'alça
6. Es forma una segona espelma negra que embolcalla completament l'anterior negra amb un tancament per sota d'aquesta, però tot i així no omple el gap format el primer dia per damunt de la blanca

## Explicació
En un context de tendència alcista l'obertura amb un fort gap sembla confirmar la força de la tendència, però la primera espelma negra indica la debilitat dels bulls. El tercer dia els bulls tornen amb força provocant una obertura amb gap a l'alça, però els bears acaben finalment prenent el control del mercat, tancant aquest gap i tancant per sota del dia antecedent. Tot i així encara no s'ha omplert el fort gap del primer dia.

## Factors importants
El fort gap del primer dia està per sobre de l'ombra superior de l'espelma blanca i la segon negra ha d'embolcallar completament la primera negra. Tot i ser un fort senyal de canvi de tendència es recomana la confirmació l'endemà en forma gap baixita, un trencament de tendència si no ho ha fet ja, o una nova espelma negra amb tancament inferior, evidenciant que els bulls ja no poden forçar un nou high i que s'han de preveure preus en caiguda. Apareix quan la tendència alcista prèvia ha estat molt potent i s'han frenat en un top degut a una resistència.